# Malcolm Rathmell
Malcolm Charles Rathmell, conegut com a Malcolm Rathmell   (Otley, West Yorkshire, 18 de juny de 1949) i anomenat familiarment Malc i Rastus, és un antic pilot anglès de trial que va destacar en aquest esport durant la dècada del 1970 i començaments de la del 1980. Va guanyar el Campionat d'Europa de trial la temporada del 1974, la darrera en què aquesta competició s'anomenava així abans que passés a dir-se oficialment Campionat del Món. A banda, va guanyar dos anys els Sis Dies d'Escòcia de Trial (1973 i 1979) i sis anys tant l'Scott Trial com el Campionat britànic. El 2013 va ser nomenat FIM Legend.
Durant anys, abans d'especialitzar-se en el trial, Rathmell va competir també amb èxit en motocròs i enduro.

## Trajectòria esportiva
El pare de Malcolm, Eric Rathmell, era l'organitzador del Ilkley Grand National Trial i un enamorat del motocròs. Malcolm va heretar la passió per aquest esport del seu pare, però quan tenia 16 anys aquest el va convèncer que calia començar amb el trial abans de passar al motocròs. El seu pare estava convençut que com millor s'aprèn a pilotar una motocicleta és amb la pràctica del trial.
La seva estrena en competicions en trial fou durant la temporada de 1966, a 17 anys, i gràcies al seu talent va aconseguir suport de Triumph, que passà a subministrar-li recanvis per a la seva Tiger Cub. En vista de l'èxit, Rathmell va decidir seguir practicant aquesta disciplina.

### L'etapa amb Greeves
El 1967 va guanyar la seva primera prova nacional a Clayton, on va derrotar la super estrella de Bultaco, Sammy Miller. «El terreny estava molt solt i relliscós, com a Yorkshire», va dir Rathmell. Encara va guanyar dues curses nacionals més, però al final de la temporada el departament de competició de Triumph va ser dissolt. Degut a això Rathmell va acceptar una oferta de Greeves per a formar part del seu equip oficial el 1968.
Com que Greeves fabricava també bones màquines de motocròs, Rathmell va decidir passar a competir en aquesta especialitat, a banda de córrer els Sis Dies d'Escòcia de Trial, l'Scott Trial i algun altre trial de tant en tant.
Durant uns anys, Rathmell va mostrar molta aptitud per al Motocròs i l'enduro. Va córrer diverses edicions dels Sis Dies Internacionals d'Enduro (International Six Days Trial, ISDT), entre les quals va estar a punt de guanyar la medalla d'or a l'edició de 1969, però l'acabà perdent per un problema mecànic. A l'edició de 1973 als EUA va formar equip amb Alan i Martin Lampkin, John Pease, Mick Andrews i Jim Sandiford, aconseguint entre tots situar l'equip del Regne Unit en segona posició final, el millor resultat d'aquella selecció en 20 anys.
Durant els anys que va pilotar per a Greeves Rathmell es va casar amb Rhoda, germana del seu company d'equip Jim Connor.

### Oficial de Bultaco (1970)
El 1970 Greeves va canviar el proveïdor de motors. En comptes de Villiers va començar a muntar motors austríacs Puch a les motos de trial. Com que el futur dels models de motocròs de la marca va esdevenir incert, Rathmell va acceptar una oferta de l'importador per al Regne Unit de Bultaco, "Comerfords", per a pilotar les noves Pursang de la marca. Rathmell va volar a Barcelona per tal de signar el contracte amb l'amo de l'empresa, Francesc Xavier Bultó. Segons Rathmell, la Pursang de 250 cc era passable i la de 360 cc força dolenta. Gràcies a la feina feta per Rathmell i altres pilots, aviat ambdós models van millorar extraordinàriament.
Quan Rathmell va dir a Bultaco que volia participar en els Sis Dies d'Escòcia de Trial (Scottish Six Days Trial, SSDT) de 1971, Bultó li va donar una Sherpa T experimental, amb la qual va acabar quart a la prova, va guanyar el Scott Trial i el Bemrose Trophy Trial i fou segon al British Experts Trial. Aquell any va decidir tornar a centrar-se en el trial i va acabar subcampió d'Europa rere Mick Andrews i la seva OSSA. El 1972 va tornar a ser segon un altre cop rere Andrews, però va guanyar la prova britànica del campionat.
Als anys 70, Rathmell tenia un contracte amb Bultaco que li proporcionava 40 lliures per cursa correguda i 50 per triomf. El 1973 va néixer el seu fill Martin. Dos anys després nasqué la seva filla Sonja. La seva dona, Rhoda, acompanyava el seu marit amb els nens ben petits a les competicions que calgués arreu del món.
El 1974 quedà segon al Campionat Britànic i guanyà el darrer Campionat d'Europa disputat, potser esperonat per la victòria del seu gran amic i company de marca Martin Lampkin l'any anterior. Aquell campionat de 1974 va ser de fet un "Campionat Euro-Americà", amb la cursa inicial als EUA, i l'any següent ja es va anomenar oficialment Campionat del Món.
Aquella època l'equip de Bultaco era imbatible, amb el mateix Rathmell, Martin i Alan Lampkin, Charles Coutard i Yrjö Vesterinen. La coexistència de tants i tan bons pilots feia que la implementació de millores a les Sherpa fos difícil, ja que els tècnics havien d'atendre peticions o suggeriments de pilots amb gustos i necessitats ben diferents.

### El canvi a Montesa (1975)

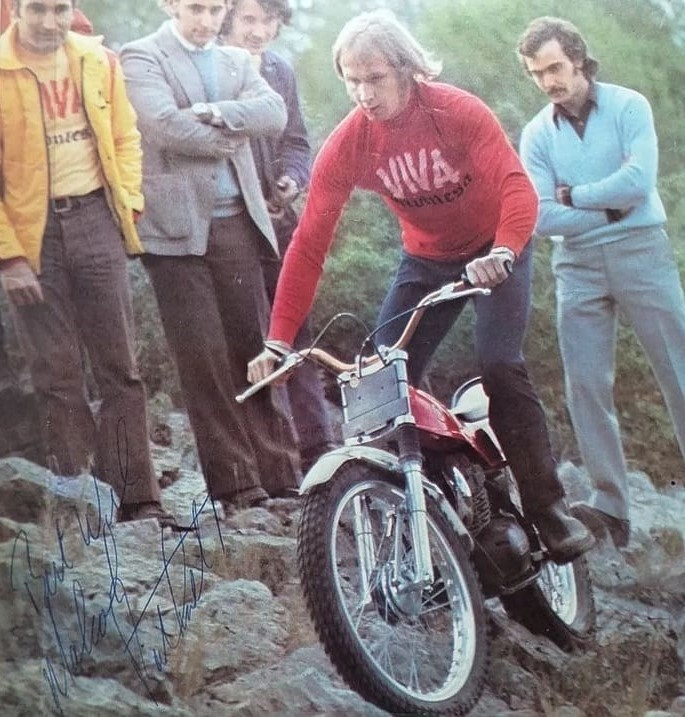
Amb la Cota 247 el dia de la presentació a la premsa com a pilot de Montesa

Considerant potser que a Bultaco era un més entre molts, i desitjós de desenvolupar una moto totalment al seu gust, Rathmell va fitxar per Montesa al final de la temporada de 1974, amb la missió de desenvolupar el nou model de 306 cc que hauria de substituir la mítica Cota 247. Rathmell va passar llargues temporades a Catalunya durant el desenvolupament de la nova Cota, i la temporada de 1975 va pilotar-ne fins a quatre prototips diferents, cosa que li va impedir revalidar el títol de l'any passat, i el primer Campionat del Món el va acabar guanyant Martin Lampkin amb només un punt d'avantatge sobre Yrjö Vesterinen i dos sobre Rathmell.
Malgrat que molta gent pensi que la decisió de canviar a Montesa va impedir a Rathmell revalidar el títol i esdevenir el primer campió del món de trial, ell no es penedeix d'haver-ho fet. En contrapartida, va veure amb satisfacció com naixia la nova Montesa Cota 348 Rathmell Replica el 1976, fruit del seu intens treball, i com aquella moto innovadora esdevenia un èxit de vendes arreu del món.
Aquell mateix 1976 Pirelli li va retre homenatge tot serigrafiant la seva signatura en color blanc al flanc del seu nou model de pneumàtic de trial. Aquell any va acabar segon al Campionat del Món, i l'any següent, 1977, va ser tercer.

### L'any Suzuki (1978)

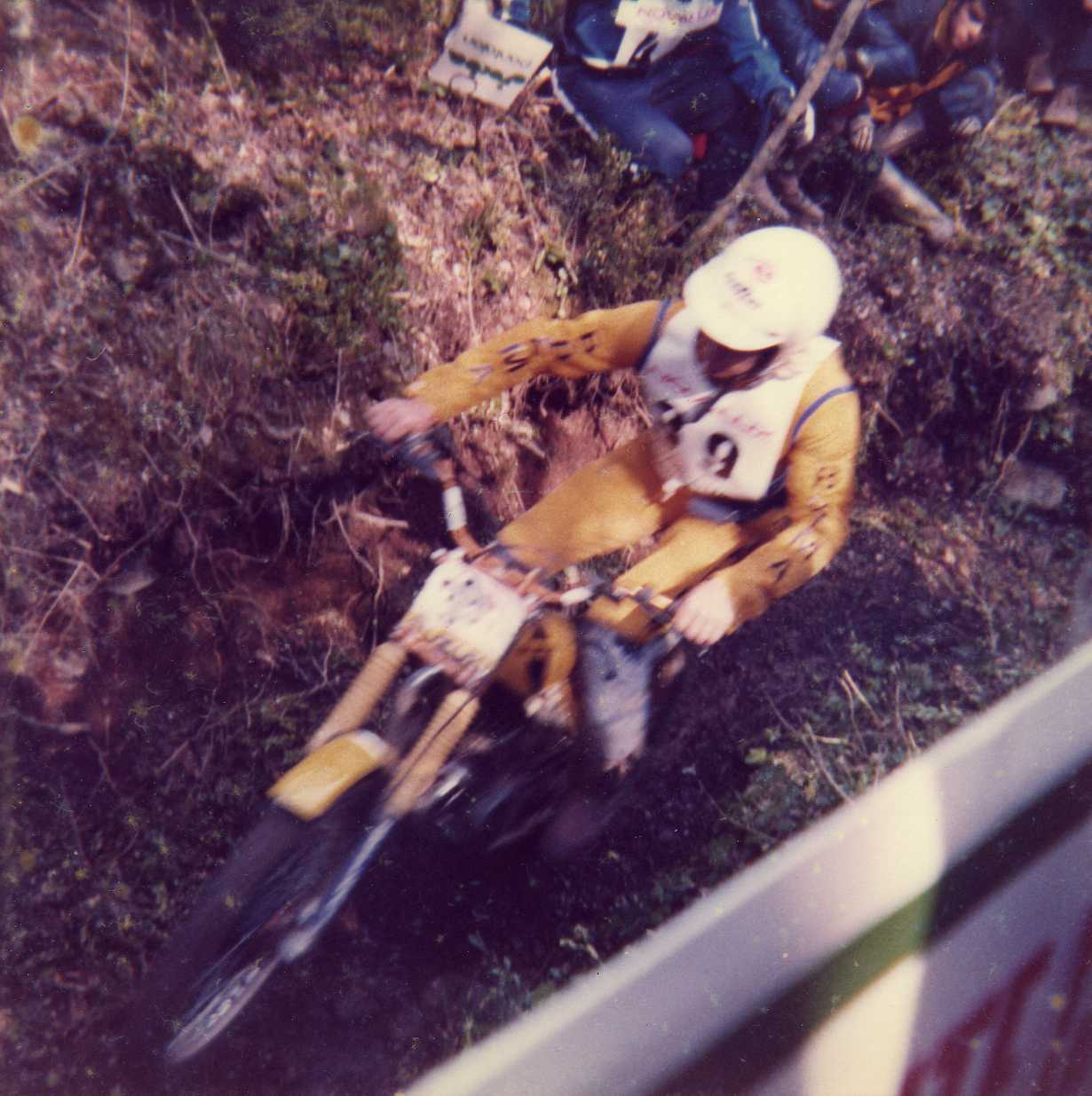
Amb la Suzuki RL 325 al Trial de Sant Llorenç de

A final de la temporada de 1977, Rathmell va fitxar per Suzuki, també amb la missió de desenvolupar el nou model de trial de la marca japonesa. El canvi de marca es va començar a gestar a finals d'octubre, quan el director esportiu de l'importador de Suzuki al Regne Unit, Brian Fowler, contactà el pilot abans de l'Scott Trial. Després de 8 setmanes de converses i 15 dies de proves secretes, Rathmell signà un contracte que l'unia a Suzuki per 2 anys a canvi de 80.000 lliures esterlines (uns 94.000 euros al canvi actual), la xifra més alta mai pagada fins aleshores a un pilot de trial. Rathmell obtenia també un cotxe i el compromís de disposar d'un mínim de quatre Suzuki especialment preparades, amb xassissos construïts per l'especialista Mick Whitlock.
Malcolm Rathmell va optar per Suzuki després d'haver rebut ofertes, a banda de la renovació per Montesa, de Bultaco, OSSA, SWM i KTM. En compensació, l'importador de Montesa al Regne Unit, Jim Sandiford, fitxà el pilot estrella de Suzuki fins aleshores, Nigel Birkett. La decisió de Rathmell, però, no va ser gaire profitosa: anys a venir, explicà que el principal problema amb Suzuki fou el retard i de vegades la manca d'atenció per part de la fàbrica. «Un desastre. Tot el que necessitava trigava setmanes o mesos a obtenir-ho». Malgrat això, amb la Suzuki RL 325 va acabar tercer al campionat britànic i va guanyar diverses proves de prestigi a les Illes Britàniques, com ara els Dos Dies de Trial de Man.
A final de temporada, Rathmell i l'importador de Suzuki al Regne Unit, Graham Beamish, van rescindir amigablement el seu contracte de dos anys.

### Retorn a Montesa i retirada

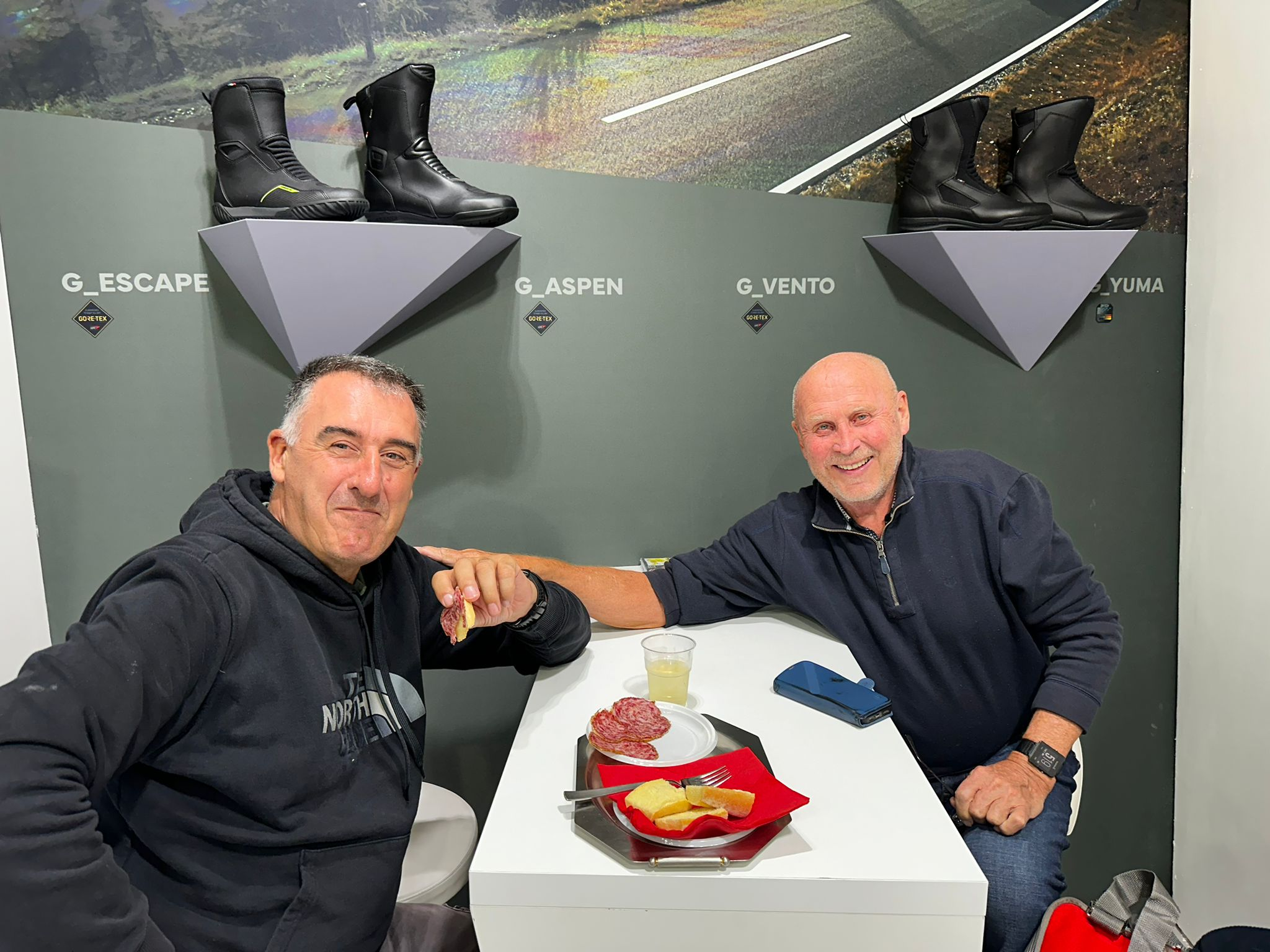
Rathmell (dreta) amb Andreu Codina el 2023

El 1979 Rathmell tornà a Montesa, però en principi només amb precontracte per un any. La gent pensava que el seu temps havia acabat, ningú no semblava haver-se adonat que el problema era la Suzuki, no ell. Rathmell els ho va demostrar tot d'una: Va liderar el mundial només començar, tot i que va acabar la temporada en cinquè lloc final. A més a més va guanyar per segona vegada els SSDT després d'una lluita titànica contra Lampkin. Montesa li va oferir immediatament un contracte de tres anys. Aquella temporada va guanyar el seu cinquè Campionat Britànic.
Ja el 1981 Rathmell va començar a patir problemes de genoll i d'esquena. El 1982 va acabar tercer al Campionat britànic després de Vesterinen i Lampkin. Tot seguit es va donar per vençut, retirant-se i comprant un hotel a Grassington, a la bonica vall de Wharfedale. Tot i la nostàlgia pel trial que va començar a sentir de seguida, va aguantar l'Hotel sis anys, fins que se'l va vendre i va esdevenir director del Yorkshire Centre Trials Teams.
Actualment Rathmell viu amb la seva dona, Rhoda, a Timbl (el lloc on ell s'havia criat) i dirigeix un establiment comercial de motocicletes prop de Harrogate especialitzat en trial. Va començar important les italianes Aprilia, aconseguint muntar l'Aprilia Racing Team al Regne Unit, i després va passar a importar les motos Sherco i les bicicletes Monty de bicitrial, ambdues empreses catalanes. Entre els pilots que han competit amb gran èxit amb les Sherco de Rathmell hi ha el seu nebot Sam Connor, Michael Brown o Graham Jarvis.

## L'amistat amb Lampkin
El pare de Malcolm Rathmell se l'enduia sovint quan era petit a les curses de motocròs els caps de setmana, acompanyant Tony Cook, campió de Yorkshire d'aquesta modalitat. Va ser durant aquella època que Malcolm es va fer amic de Martin Lampkin i els seus germans Arthur i Alan, famosos motociclistes també de Yorkshire. Anys a venir Rathmell i Martin Lampkin van viatjar junts com a pilots oficials de Bultaco diverses temporades per tot Europa en una Ford Transit. També junts van obrir un negoci de carbó a Yorkshire, però els va durar només divuit mesos, ja que no el podien atendre per les seves obligacions esportives.
Tot i ser grans amics el seu estil de pilotatge era completament diferent. Lampkin anava sovint suat i amb la cara vermella, atacant les zones tot d'una amb ímpetu i una conducció brutal. En contrast, Rathmell estava sempre fresc i tranquil, ja que esmerçava força temps a inspeccionar les zones abans d'intentar-les, i a l'hora de fer-ho pilotava amb calma i acuradament.

## Palmarès en trial
A banda els èxits aquí reflectits, Rathmell guanyà 3 vegades el British Experts Trial, dins el total de 107 victòries diverses que aconseguí durant els 16 anys que va estar competint professionalment.
| Any             | Motocicleta     | Campionat del Món | Campionat britànic | SSDT | Scott Trial | Títols |   |
| --------------- | --------------- | ----------------- | ------------------ | ---- | ----------- | ------ | - |
| 1970            | Greeves/Bultaco | 5è                | 10è                |      |             | -      |   |
| 1971            | Bultaco         | 2n                | 2n                 | 3r   | 1r          | -      |   |
| 1972            | Bultaco         | 2n                | 1r                 |      |             | 1      |   |
| 1973            | Bultaco         | 3r                | 3r                 | 1r   | 1r          | -      |   |
| 1974            | Bultaco         | 1r                | 1r                 | 2n   |             | 2      |   |
| 1975            | Montesa         | 3r                | 1r                 | 3r   | 1r          | 1      |   |
| 1976            | Montesa         | 2n                | 1r                 | 3r   | 1r          | 1      |   |
| 1977            | Montesa         | 3r                | 3r                 | 2n   |             | -      |   |
| 1978            | Suzuki          | 14è               | 3r                 |      |             | -      |   |
| 1979            | Montesa         | 5è                | 1r                 | 1r   | 1r          | 1      |   |
| 1980            | Montesa         | 8è                | 2n                 | 2n   | 1r          | -      |   |
| 1981            | Montesa         | 11è               | 1r                 |      |             | 1      |   |
| 1982            | Montesa         | 24è               | 3r                 |      |             | -      |   |
| Total victòries | Total victòries |                   |                    | 2    | 6           | 8      | 8 |
| Total títols    | Total títols    | 1                 | 6                  |      |             | 7      |   |

Notes
1. ↑  Al total de títols s'hi compten tots els campionats estatals o internacionals guanyats
2. ↑  Fins al 1974 el Campionat era d'Europa, i a partir de 1975 va passar a anomenar-se Campionat del Món. L'any 1974 el Campionat es va anomenar també Campionat Euro-Americà de Trial.[11]
3. ↑  Al total de victòries s'hi compten totes les aconseguides als SSDT i al Scott Trial

## Resultats al Mundial de trial
Font:
| Any  | Equip             | 1      | 2      | 3     | 4     | 5     | 6      | 7     | 8      | 9      | 10    | 11    | 12    | 13    | 14    | Punts | Posició |
| ---- | ----------------- | ------ | ------ | ----- | ----- | ----- | ------ | ----- | ------ | ------ | ----- | ----- | ----- | ----- | ----- | ----- | ------- |
| 1970 | Greeves / Bultaco | GER -  | FRA -  | GBR 2 | BEL - | IRL 2 | ESP 6  | FIN - | SWE -  | POL -  |       |       |       |       |       | 29    | 5è      |
| 1971 | Bultaco           | GER -  | GBR 4  | BEL 2 | IRL 2 | FRA 3 | ESP 3  | SUI - | FIN 1  | SWE 6  |       |       |       |       |       | 59    | 2n      |
| 1972 | Bultaco           | BEL 2  | IRL 2  | FRA 1 | ESP 5 | GBR - | GER 2  | ITA 3 | FIN 2  | SWE 3  | SUI - |       |       |       |       | 73    | 2n      |
| 1973 | Bultaco           | IRL 6  | BEL 1  | ESP 6 | FRA 8 | POL 2 | ITA 10 | FIN 1 | SWE 10 | SUI 10 | GER 5 |       |       |       |       | 58    | 3r      |
| 1974 | Bultaco           | USA 2  | IRL 7  | BEL 2 | ESP 2 | GBR 1 | FRA 10 | ITA 1 | POL 2  | GER 2  | FIN 2 | SWE 3 | CZE 7 | SUI 1 |       | 93    | 1r      |
| 1975 | Montesa           | IRL 8  | BEL 1  | ESP 3 | GBR 2 | FRA 2 | POL 1  | ITA 3 | CAN 4  | USA 1  | FIN 5 | SWE 8 | SUI 3 | GER 6 | CZE 3 | 99    | 3r      |
| 1976 | Montesa           | IRL 5  | BEL 1  | ESP 4 | GBR 1 | FRA 1 | GER -  | ITA 4 | USA 3  | SWE 6  | FIN 2 | SUI 5 | CZE 2 |       |       | 87    | 2n      |
| 1977 | Montesa           | IRL 1  | GBR 1  | BEL 1 | ESP 7 | FRA - | GER 4  | USA 9 | CAN 2  | SWE 2  | FIN 8 | CZE 5 | SUI 2 |       |       | 100   | 3r      |
| 1978 | Suzuki            | IRL 10 | GBR 10 | BEL 8 | FRA 9 | ESP - | GER -  | USA 7 | ITA -  | AUT -  | SWE - | FIN - | CZE - |       |       | 11    | 14è     |
| 1979 | Montesa           | IRL 4  | GBR 1  | BEL 3 | NED 7 | ESP - | FRA 7  | CAN 1 | USA 4  | ITA 8  | SWE 9 | FIN 4 | CZE - |       |       | 77    | 5è      |
| 1980 | Montesa           | IRL 6  | GBR 3  | BEL 8 | ESP 7 | AUT 5 | FRA -  | SUI 5 | GER 5  | ITA -  | FIN - | SWE - | CZE - |       |       | 40    | 8è      |
| 1981 | Montesa           | ESP -  | BEL 6  | IRL 4 | GBR 3 | FRA - | ITA 9  | AUT 8 | USA -  | FIN -  | SWE - | CZE - | GER - |       |       | 28    | 11è     |
| 1982 | Montesa           | ESP -  | BEL -  | GBR 9 | ITA - | FRA - | GER -  | AUT - | CAN -  | USA -  | FIN - | SWE - | POL - |       |       | 2     | 24è     |

1. ↑  Fins al 1974, el Campionat era d'Europa.